# Ari Þorgilsson
Ari Fróði Þorgilsson sau Ari cel Înțelept (în islandeză veche Ari - vultur, Fróði - înțelept) (n. 1067 - d. 9 noiembrie 1148) a fost primul istoric islandez, potrivit lui Snorri Sturluson a fost primul care a scris în Limba nordică veche. El este autorul cunoscutei cărți Landnámabók, cel mai important izvor de informații privind colonizarea Islandei.

## Biografie
Ari Þorgilsson s-a născut într-o familie nobilă din vestul Islandei. Landnámabók enumeră opt generații ai strămoșilor săi, dintre care cinci generații s-au născut în Islanda, și două dintre ele chiar și în vremuri păgâne. 
Tatăl lui Ari a murit devreme, iar băiatul a crescut, întîi la curtea bunicului și apoi a unchiului său. La vârsta de 7 ani a început studiul la învățatul Harrar Þorarinsson, apoi a primit educație religioasă la Curtea episcopală a Islandei. A slujit ca preot în Stadre. El a fost căsătorit, a avut un fiu și o fiică.

## Importanță
Importanța lui Ari în istoria și cultura islandeză este mare. El este autorul Cărții despre Islandezi (Íslendingabók) și autorul Cărții așezării Islandezilor. Savantul a scris în latină și în limba islandeză veche. Pentru operele sale privind istoria timpurie a Islandei, mulți savanți l-au numit Herodot al islandezilor.